# Aurelia Island
Aurelia Island (englisch; bulgarisch остров Аурелия ostrow Aurelija) ist eine in ost-westlicher Ausrichtung 300 m lange und 190 m breite Felseninsel im Archipel der Südlichen Shetlandinseln. Sie liegt 200 m nordöstlich von Kap Wallace und 1,2 km südwestlich von Beslen Island vor der Limez-Halbinsel von Low Island.
Britische Wissenschaftler kartierten sie 2009. Die bulgarische Kommission für Antarktische Geographische Namen benannte sie 2018 nach dem bulgarischen Trawler Aurelia,  der von September 1977 bis April 1978 unter Kapitän Iwan Presnakow für den Fischfang in den Gewässern um Südgeorgien und um die Südlichen Orkneyinseln operiert hatte.